# Pierre-Joseph Redouté
Pierre-Joseph Redouté (Saint-Hubert, 10 luglio 1759 – Parigi, 19 giugno 1840) è stato un pittore e botanico francese.

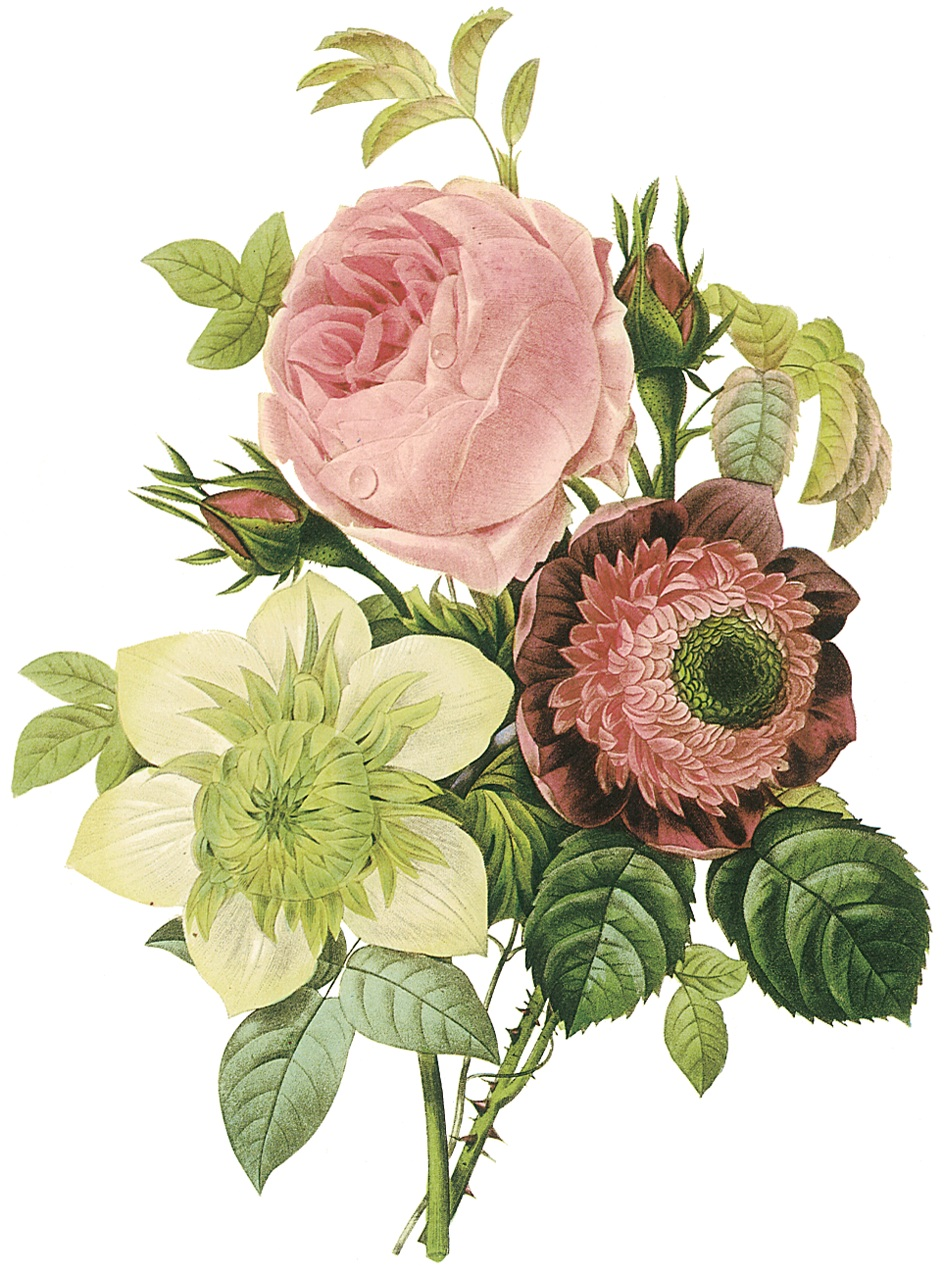
Fiori dipinti da Pierre-Joseph Redouté

Nato a Saint-Hubert (nelle Ardenne belghe), divenne celebre per le sue pitture di fiori all'acquerello, e più particolarmente delle rose.
Fu soprannominato "il Raffaello dei fiori".
Trasferitosi a Parigi nel 1782 presso suo fratello Antoine-Ferdinand Redouté, conobbe Charles Louis L'Héritier de Brutelle e René Desfontaines che l'indirizzarono verso l'illustrazione botanica, disciplina allora in pieno sviluppo.
Nel 1787, fece un viaggio a Londra per studiare le piante presso il Royal Botanic Gardens di Kew.
Nel 1788, Redouté ritornò a Parigi dove L'Héritier lo introdusse alla corte di Versailles, la regina Maria Antonietta divenne la sua protettrice nominandolo disegnatore e pittore del gabinetto della Regina.
Nel 1792, prestò la sua opera per l'Académie des sciences.
Nel 1798, godette della protezione di Giuseppina di Beauharnais la quale, alcuni anni più tardi, fece di lui il suo pittore ufficiale.
Nel 1809, insegnò le tecniche dell'acquarello all'imperatrice Maria Luisa.
Nel 1824, tenne dei corsi di disegno al Muséum national d'histoire naturelle, numerose esponenti femminili delle monarchie, particolarmente belga, seguirono i suoi corsi.
Redouté fu capace di attraversare, senza grandi problemi, le crisi politiche successive e di sopravvivere ai differenti regimi politici. Collaborò con i più grandi botanici del suo tempo, come François-André Michaux ed altri, partecipando ad una cinquantina di opere botaniche.
Durante la sua vita collaborò anche alla realizzazione de Les Vélins du Roi, un compendio di disegni di piante e animali oggi conservato nel Museo di Storia Naturale di Parigi.